# Alan Webb (acteur)
Alan Webb (York, 2 juli 1906 - Chichester, 22 juni 1982) was een Engels acteur.

## Leven en werk

### Afkomst en opleiding
Alan Norton Fletcher Webb was de zoon van een majoor. Hij volgde lager onderwijs in Scarborough. Daarna ging hij lessen volgen aan het Royal Naval College, dat gehuisvest was in het Osborne House en vervolgens aan het Britannia Royal Naval College in Dartmouth. Hij diende in de Royal Navy.

### Toneel
Tussen 1924 en 1935 deed Webb ervaring op in diverse theatergezelschappen. In 1936 speelde hij de hoofdrol in Noël Coward's Tonight at 8:30. Hij regisseerde Peace In Our Time van dezelfde auteur in 1947. In 1960 maakte hij deel uit van de prestigieuze cast die onder regie van Orson Welles Eugène Ionesco's absurde toneelstuk Rhinoceros op de planken van het Royal Court Theatre bracht.
Hij speelde ook dikwijls op Broadway waar hij in 1936 zijn debuut maakte met Tonight at 8:30. I Never Sang for My Father (1968) van Robert Woodruff Anderson was het laatste toneelstuk waarin hij meespeelde. Voor zijn prestatie werd hij bedacht met een nominatie voor de Tony Award voor de beste mannelijke hoofdrol.

### Film
Op het grote scherm debuteerde Webb pas in 1949 met het drama Challenge to Lassie (1949), de vijfde in de reeks Lassiefilms. In de jaren vijftig nam hij telkens bijrollen met een zeker prestige (sir, admiraal, hoge ambtenaar, gouverneur, consul, inspecteur) voor zijn rekening, dikwijls in films geproduceerd door de Ealing Studios.
Hij zette drie opmerkelijke vaderportretten neer, eerst in het veelvuldig gelauwerde drama The Pumpkin Eater (1964), daarna in Women in Love (1969), een drama dat op Liefde en vrouwen van D.H. Lawrence was gebaseerd, en ten slotte in de zwarte komedie Entertaining Mr. Sloane (1970), geënt op Joe Ortons gelijknamige toneelstuk. Hij vertolkte een kolonel in de in een Japans krijgsgevangenenkamp voor Britse militairen gesitueerde Tweede Wereldoorlogsfilm King Rat (1965).  
Hij bleef kleur geven aan sterke bijrollen zoals de te oude aanbidder van de jongere zus van de feeks in de Shakespeareverfilming The Taming of the Shrew (1967). Hij was nog in twee andere films te zien die geïnspireerd waren door de Engelse bard: in Welles' Chimes at Midnight (1965) vertolkte hij vrederechter Robert Shallow, een oude vriend van de doortrapte edelman John Falstaff, en in Peter Brooks' King Lear (1971) vertolkte hij de graaf van Gloucester. 
Andere beklijvende rollen waren die van de bolsjewiek Yakov Yurovsky, die de tsaar en zijn familie terechtstelde, in het historisch drama Nicholas and Alexandra (1971), van de oude man die drie studenten een slechte afloop voorspelde in de tragikomedie I racconti di Canterbury (1972) naar het gelijknamige verhaal van Geoffrey Chaucer en van de oom in de historische avonturenfilm The Duellists (1977). Zijn laatste belangrijke bijrol, die van een bankmanager, vertolkte hij in de avonturenfilm The First Great Train Robbery (1979). 

### Televisie
Naast zijn film- en toneelcarrière werkte Webb regelmatig voor de televisie. Hij deed dat al in 1938 in televisiefilms gebaseerd op werk van Noël Coward (Hands Across the Sea) en Jules Romains (Doctor Knock). Daarna was hij onder meer te zien in reeksen als Knight Errant Limited (1960-1961), BBC Play of the Month (1972-1978) en Play for Today (1971-1981). 

## Filmografie (lange speelfilms)
- 1949 - Challenge to Lassie (Richard Thorpe)
- 1950 - The Astonished Heart (Terence Fisher)
- 1953 - The Cruel Sea (Charles Frend)
- 1954 - West of Zanzibar (Harry Watt)
- 1954 - Lease of Life (Charles Frend)
- 1955 - The Night My Number Came Up (Leslie Norman)
- 1958 - The Silent Enemy (William Fairchild)
- 1959 - The Scapegoat (Robert Hamer)
- 1964 - The Third Secret (Charles Crichton)
- 1964 - The Pumpkin Eater (Jack Clayton)
- 1965 - King Rat (Bryan Forbes)
- 1965 - Chimes at Midnight (Orson Welles)
- 1967 - The Taming of the Shrew (Franco Zeffirelli)
- 1968 - Interlude (Kevin Billington)
- 1969 - Women in Love (Ken Russell)
- 1970 - Entertaining Mr Sloane (Douglas Hickox)
- 1971 - King Lear (Peter Brook)
- 1971 - The Horsemen (John Frankenheimer)
- 1971 - Nicholas and Alexandra (Franklin J. Schaffner)
- 1972 - I racconti di Canterbury (Pier Paolo Pasolini)
- 1977 - The Duellists (Ridley Scott)
- 1979 - The First Great Train Robbery (Michael Crichton)
- 1980 - Rough Cut (Don Siegel)

- Biblioteca Nacional de España: XX5591853
- Library of Congress Control Number: n85199198
- Nationale Bibliotheek van Israël: 987007576238305171
- Virtual International Authority File: 43282334
- WorldCat: E39PBJwd9r3gXDgCfRYpRJJCcP